# باشگاه فوتبال آمریکا (بلو هوریزونته)
باشگاه فوتبال آمریکا که با نام‌های آمریکا مینیرو و میکروبیو ورده نیز شناخته می‌شود، یک تیم فوتبال برزیلی از شهر بلو هوریزونته، پایتخت ایالت مینا ژرایس برزیل است. این باشگاه که در سال ۱۹۱۲ تأسیس شد، نام و نشان خود را از زمان تأسیس خود حفظ کرده‌است. رنگ لباس اصلی خانگی سفید و سبز است، البته رنگ مشکی نیز در دهه ۱۹۷۰ استفاده می‌شد. این تیم همچنین بین سال‌های ۱۹۳۳ و ۱۹۴۲ با لباس قرمز خانگی بازی می‌کرد تا اعتراضی به معرفی حرفه‌ای‌گری باشد.
این تیم مسابقات خود را در ورزشگاه ریموندو سامپایو معروف به ایندپندنسیا برگزار می‌کند و تنها باشگاه حرفه‌ای در بلو هوریزونته است که استادیوم اختصاصی خود را دارد. این باشگاه سومین پایگاه بزرگ هواداران را در میان تیم‌های مینا ژرایس دارد.

## بازیکنان مطرح
این باشگاه در پرورش استعدادهای جوان در فوتبال شهرت زیادی دارد. از جمله می‌توان به توستائو، ادر آلکسیو، یوجی ناکازاوا، گیلبرتو سیلوا، فرد، دانیلو و ریچارلیسون اشاره کرد.

## هماوردی‌ها
بزرگترین رقبای آمریکا، کروزیرو و اتلتیکو مینیرو هستند. دربی بین آمریکا و اتلتیکو مینیرو با نام O Classico das Multidões (دربی توده‌ها) شناخته می‌شود که اولین بار در ۱۵ نوامبر ۱۹۱۳ در یک بازی دوستانه برگزار شد و با نتیجه یک بر یک مساوی به پایان رسید.

## افتخارات
- قهرمانی مینیرو (۱۶): 1916, 1917, 1918, 1919, 1920, 1921, 1922, 1923, 1924, 1925, 1948, 1957, 1971, 1993, 2001, 2016
- جام مینا ژرایس (۱): ۲۰۰۵
- کوپا سول میناس (۱): ۲۰۰۰